# Terminalia (plant)
Terminalia is een geslacht van grote bomen uit de familie Combretaceae. Het bevat ongeveer honderd soorten welke voorkomen in tropische regionen over de hele wereld. Veel van deze soorten staan bekend als een bron van metabolieten, zoals triterpeen, flavonoïde en tannine.

## Beknopt overzicht

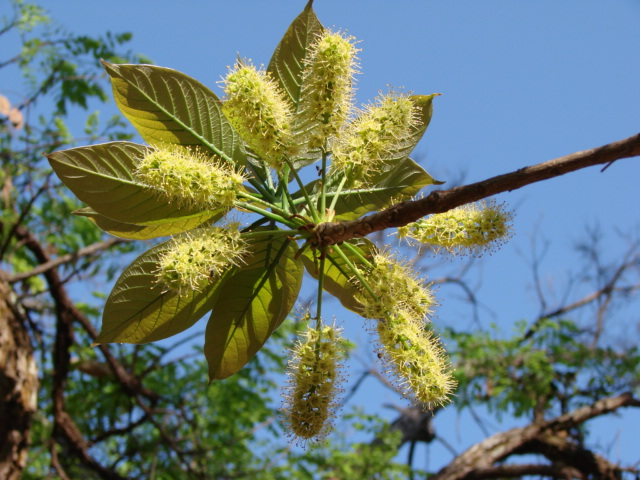
Terminalia argentea

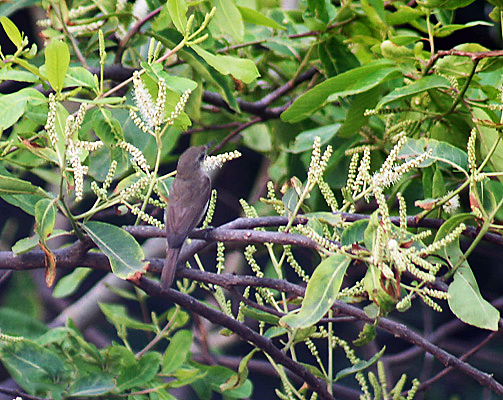
Terminalia arjuna

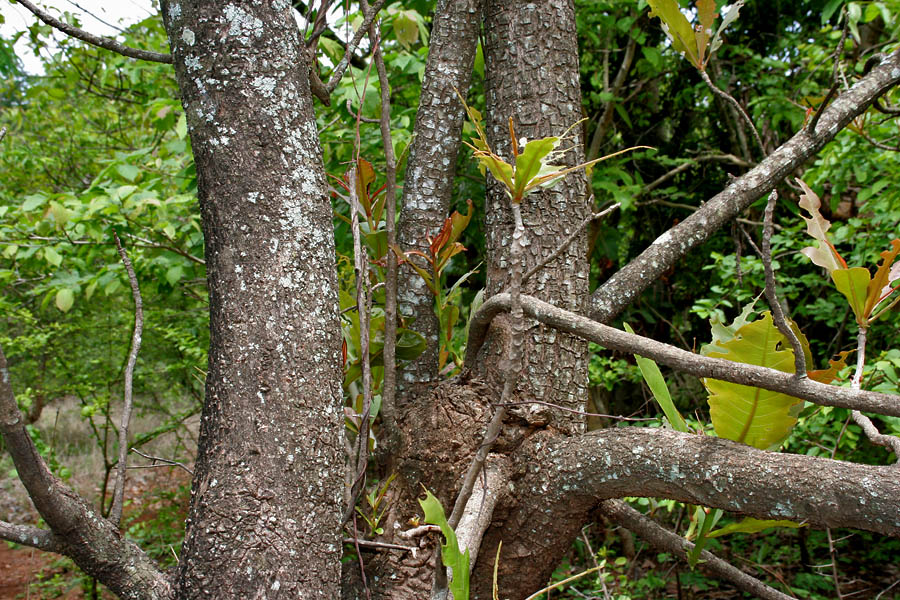
Terminalia bellirica

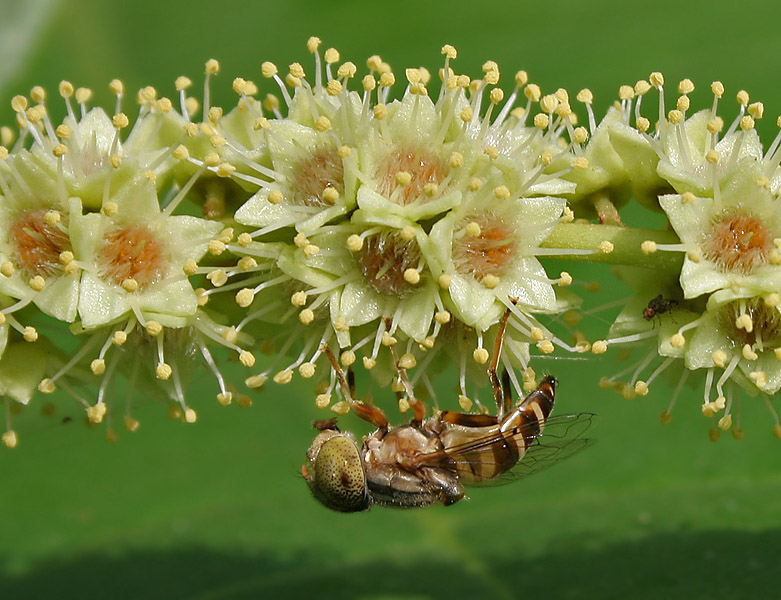
Een zweefvlieg op de bloem van Terminalia catappa

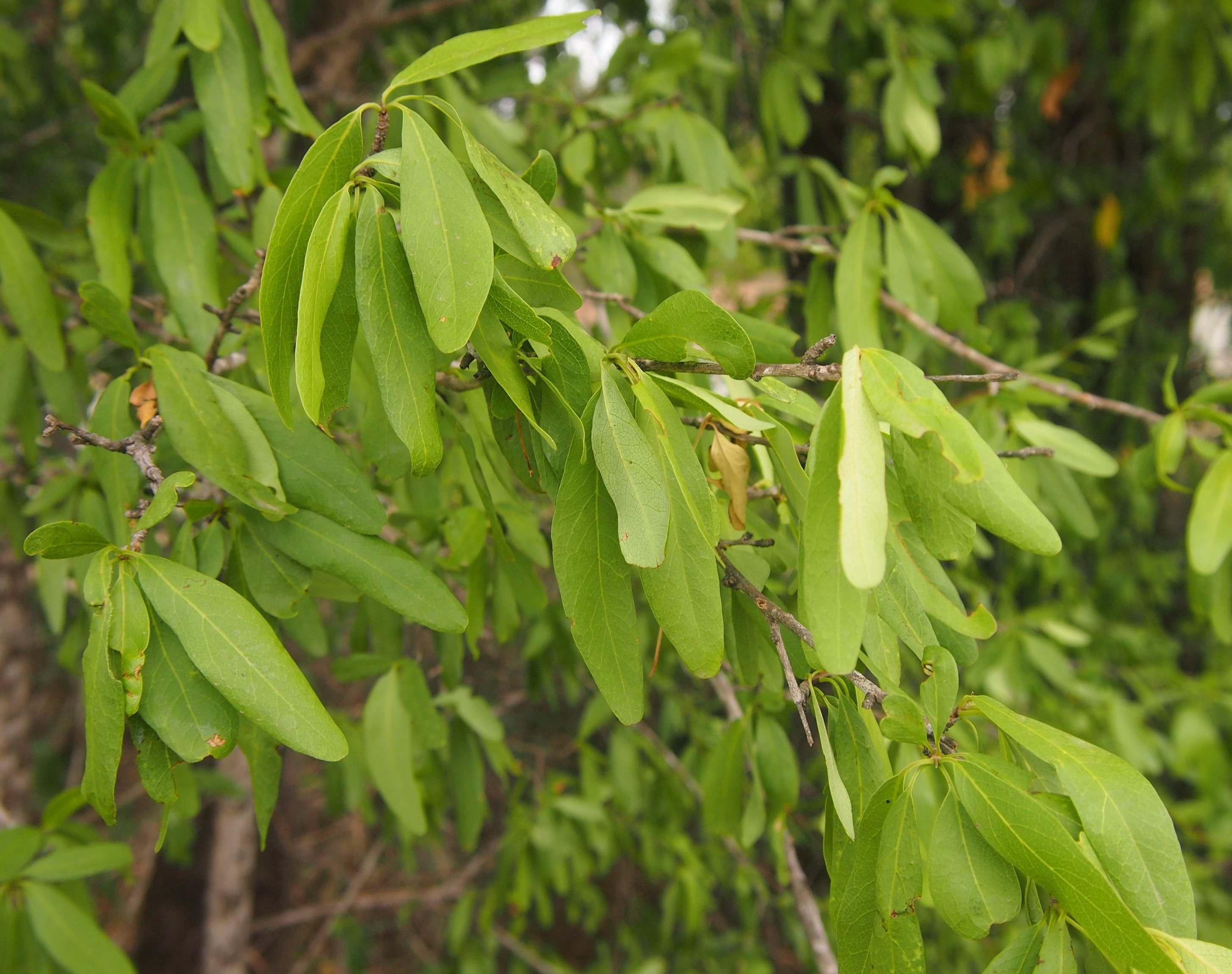
Terminalia oblongata

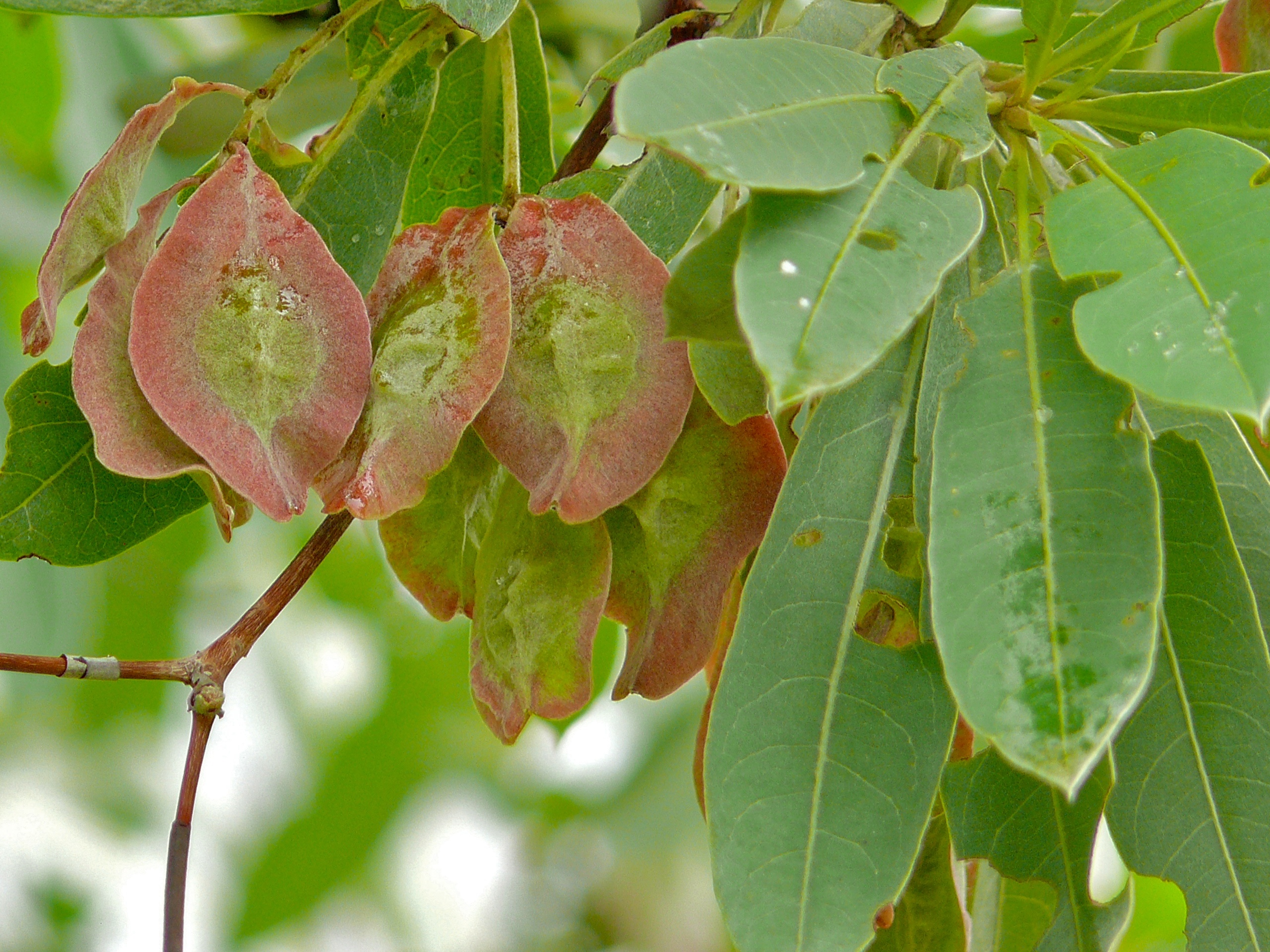
Terminalia sericea

- Terminalia acuminata
- Terminalia albida
- Terminalia altissima
- Terminalia amazonia
- Terminalia arbuscula
- Terminalia archipelagi
- Terminalia arenicola
- Terminalia argentea
- Terminalia arjuna

- Terminalia australis
- Terminalia avicennioides
- Terminalia bellirica

- Terminalia bentzoe
- Terminalia bialata
- Terminalia brachystemma
- Terminalia brassii
- Terminalia brownii
- Terminalia bucidoides
- Terminalia buceras
- Terminalia bursarina
- Terminalia calamansanai
- Terminalia carpentariae
- Terminalia catappa

- Terminalia chebula
- Terminalia cherrieri
- Terminalia ciliata
- Terminalia citrina
- Terminalia corticosa
- Terminalia eddowesii
- Terminalia elliptica
- Terminalia eriostachya
- Terminalia ferdinandiana
- Terminalia foetidissima
- Terminalia franchetii
- Terminalia glabrescens
- Terminalia glaucifolia
- Terminalia grandiflora
- Terminalia hararensis
- Terminalia hecistocarpa
- Terminalia intermedia
- Terminalia ivorensis
- Terminalia januariensis
- Terminalia kaernbachii
- Terminalia kangeanensis
- Terminalia kuhlmannii
- Terminalia latifolia
- Terminalia latipes
- Terminalia macroptera
- Terminalia mantaly
- Terminalia microcarpa
- Terminalia muelleri
- Terminalia myriocarpa
- Terminalia nitens
- Terminalia novocaledonica
- Terminalia oblonga
- Terminalia oblongata

- Terminalia obovata
- Terminalia oliveri
- Terminalia paniculata
- Terminalia parviflora
- Terminalia pellucida
- Terminalia petiolaris
- Terminalia phanerophlebia
- Terminalia phellocarpa
- Terminalia porphyrocarpa
- Terminalia procera
- Terminalia prunioides
- Terminalia reitzii
- Terminalia rerei
- Terminalia richii
- Terminalia saffordii
- Terminalia schimperiana
- Terminalia sericea

- Terminalia sericocarpa
- Terminalia subspathulata
- Terminalia superba
- Terminalia triflora
- Terminalia trifoliata
- Terminalia tripteroides

... · 
Anogeissus · 
Combretum · 
Pteleopsis · 
Terminalia · 
...